# オビ・ウゴル諸語
オビ・ウゴル諸語（オビ・ウゴルしょご、Ob-Ugric languages）とは、ウラル語族のフィン・ウゴル語派のうちウゴル諸語に属する。主にハンティ語（Khanty, 旧称オスチャーク語）及びマンシ語（Mansi, 旧称ヴォグル語）を指す名称。これら2つの言語は、ハンガリー語と共にフィン･ウゴル語派の下位区分であるウゴル諸語を構成する。話者の人種はコーカソイドとモンゴロイドの混合人種に属す。

## 概要
オビ･ウゴル諸語は、現在ロシアにあるウラル山脈中央部、とオビ川、エルティシ川の草原地帯の地域で話されている。ウゴル諸語の発祥地は、ウラル山脈中南部の森林地帯やステップ地帯であると推定されている。およそ500年前にロシア人の侵入によりオビ･ウゴル諸語を話す民族が、オビ川、エルティシ川のある東方に追いやられたが、20世紀初頭までウラル山脈の西側に残っていた話者もいる。
ハンガリー語はおよそ紀元前11世紀頃にオビ・ウゴル諸語から分離した。オビ・ウゴル諸語とハンガリー語は近い関係にあるが、音韻、統語法、語彙に大きな差が見られる。一方、同じオビ・ウゴル諸語に分類されるハンティ語とマンシ語の関係は、ハンガリー語との関係に比べさらに近いが、相互に理解可能な程度ではない。
オビ・ウゴル諸語は後に、近隣で話されるテュルク諸語、特にタタール語の影響を強く受けた。
元来、オビ・ウゴル諸語には文字がなかったが、1937年にキリル文字に改良を加えた文字が制定された。 しかし、その後この文字により書かれたオビ・ウゴル諸語の文献に目立ったものは現れず、公の場においてこれらの言語が使用されることも多くない。
オビ・ウゴル諸語には韻文による詩の伝統がある。詩は5～6の単語から成る文2行で構成される。それぞれの文には、もう一方の文に使用されている語と対をなす語が使用され、関連付けられる現在、マンシ語には約3800人、ハンティ語には約14,280人の話者が存在し、すべてロシア国内に居住している。